# مال آمریکا

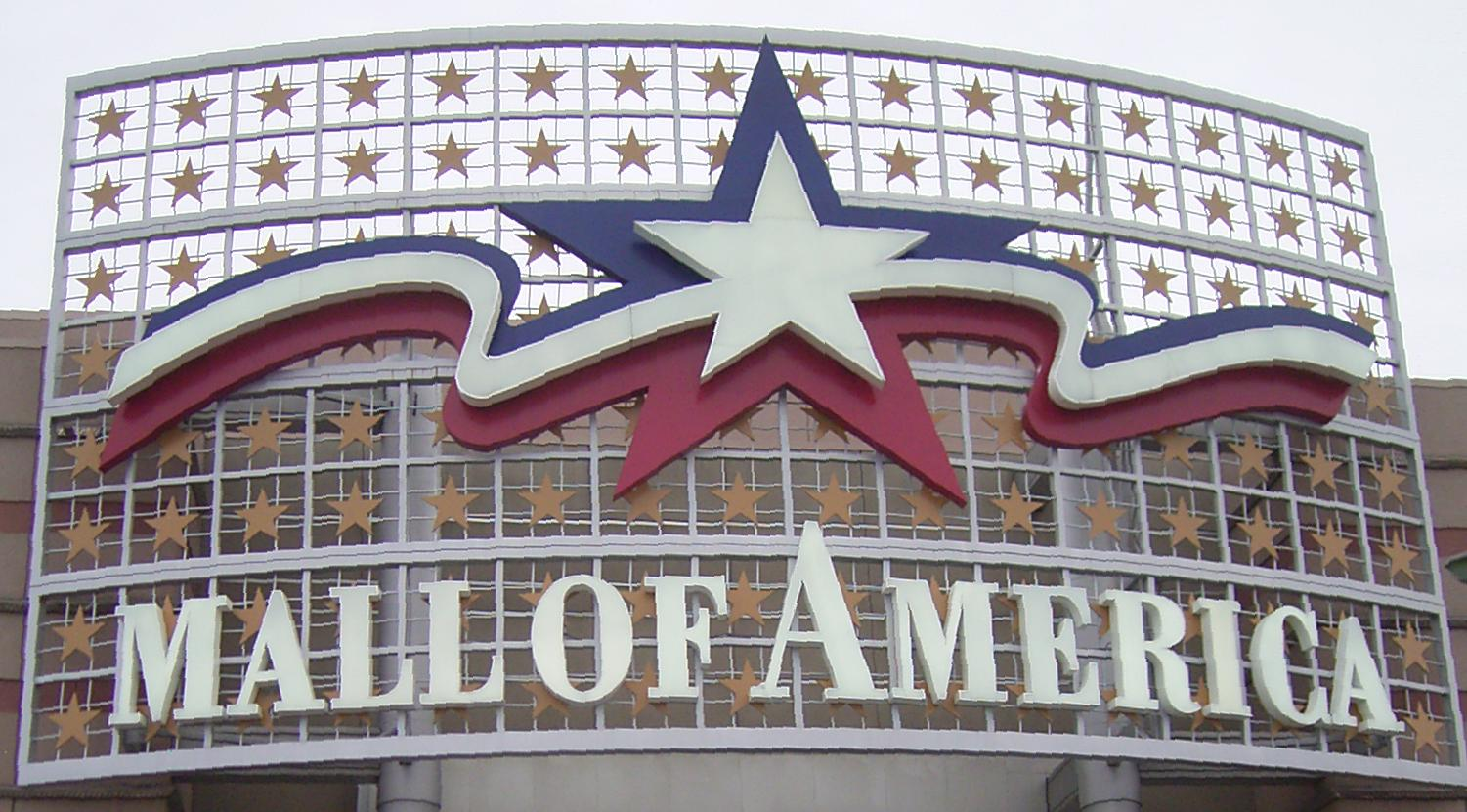
ورودی اصلی مال آمریکا

مال آمریکا (به انگلیسی: Mall of America) بازار بزرگ متعلق به گروه تریپل فایو است. این مجتمع تجاری در شهر بلومینگتون، مینه‌سوتا و در نزدیکی فرودگاه بین‌المللی مینیاپولیس−سنت پل قرار دارد. 
مال آمریکا در سال ۱۹۹۲ توسط خانواده قرمزیان راه‌اندازی شد. در حال حاضر شمار بازدیدکنندگان این مرکز خرید بیش از ۴۰ میلیون نفر در سال می‌باشد.